# اوفيديو ستينجا
اوفيديو ستينجا (بالرومانية: Ovidiu Stîngă)‏ (مواليد 5 ديسمبر 1972) هو لاعب كرة قدم. يلعب مع منتخب رومانيا لكرة القدم. سبق له أن لعب في كأس العالم لكرة القدم مع منتخب بلاده.

## روابط خارجية
- اوفيديو ستينجا على موقع الاتحاد الدولي (مؤرشف)  (الإنجليزية)
- اوفيديو ستينجا على موقع قاعدة بيانات كرة القدم.إي يو (الإنجليزية)
- اوفيديو ستينجا على موقع ناشيونال فوتبول تيمز (الإنجليزية)
- اوفيديو ستينجا على موقع عالم كرة القدم.نت (الإنجليزية)